# بيني ليونارد
بيني ليونارد (بالإنجليزية: Benny Leonard)‏ مواليد 07 أبريل 1896 في نيويورك، الولايات المتحدة - الوفاة 18 أبريل 1947 في نيويورك، كان ملاكم أمريكي سابق صنّف ضمن فئة الوزن الخفيف.

## إحصائيات
خاض خلال مسيرته 219 نزالا، فاز في 183 وتعادل في 8 وخسر في 24. فاز بالضربة القاضية في 70 نزالا.

## روابط خارجية
- بيني ليونارد على موقع IMDb (الإنجليزية)
- بيني ليونارد على موقع الموسوعة البريطانية (الإنجليزية)
- بيني ليونارد على موقع قاعدة بيانات الفيلم (الإنجليزية)
- بيني ليونارد على موقع بوكس ريك (الإنجليزية) (registration required)